# Pierre-Antoine Cousteau
Pierre-Antoine Costeau (Saint-André-de-Cubzac, 18 de março de 1906 – Paris, 17 de dezembro de 1958) foi um jornalista e polemista francês de extrema-direita. Ele era irmão do famoso explorador Jacques-Yves Cousteau.

## Ativismo esquerdista
Ele nasceu em Saint-André-de-Cubzac, na Gironda e foi educado nos Estados Unidos, tendo também estudado no Lycée Louis-le-Grand. Cousteau serviu o exército antes de trabalhar como tradutor e meteorologista em Nova York, para a empresa Credit Alliance Corporation. Em seguida, ele tornou-se jornalista de esquerda, trabalhando em publicações como Regards e Monde e foi associado ao  pacifismo e à esquerda anti-stalinista.

## Mudança à direita
Cousteau abandonou o comunismo no início da década de 1930, e foi atraído para o antissemitismo e para o autoritarismo, escrevendo para o Coup de Patte e, em seguida, Je suis partout, um jornal do qual ele tornou-se editor em 1932. Nessa função, ele esteve próximo a Pierre Gaxotte, que o converteu ao fascismo.
Ele visitou a Alemanha Nazista em 1936, com Robert Brasillach e Georges Blond e, em seguida a Espanha em 1938, com Brasillach e Maurice Bardèche. Enquanto as viagens ajudaram desenvolver suas convicções fascistas, sua presença nas Reuniões de Nuremberg em 1937, deixaram-lhe a impressão de que o Nazismo era algo impressionante, mas não sem suas falhas.

## Colaboracionismo
Cousteau foi chamado de volta ao exército em 1939 e capturado em 1940, embora Brasillach tenha garantido sua libertação e ele voltou para o Je suis partout, vindo a suceder Brasillach como diretor político, em 1943. Um forte defensor do colaboracionismo, ele procurou a "internação" para os judeus e justifica a sua posição, afirmando que, em 1943, que "não somos oportunistas. continuamos a ser apenas fascistas". Suas outras funções durante a guerra incluíram um período como editor do Paris-Soir , em 1941, um serviço na secretaria-geral da Milice a partir de 1942, uma série de obras escritas para uma variedade de publicações, incluindo Combats, a publicação militante de Henry Charbonneau. Ele foi particularmente notado tanto pelo seu antissemitismo, quanto pelo seu antiamericanismo e, em 1942, produziu seu mais notório trabalho, L'Amérique juive, no qual procurou demonstrar que os Estados Unidos era controlados por Judeus, e que estes judeus foram tendidos a controlar o mundo.
Em agosto de 1944 ele mudou-se para Bad Mergentheim, onde ele ajudou a gerir um jornal francês e uma estação de rádio, antes de finalmente fugir para a Suíça. Preso em Innsbruck, ele foi condenado à morte em novembro de 1946, antes de a sentença ser comutada para prisão perpétua com trabalhos forçados. Cousteau, mais tarde, justificaria a sua colaboração ao afirmar que "eu queria uma vitória alemã por representar a última chance do homem branco, enquanto as democracias representavam o fim do homem branco".

## Pós-guerra e morte
Liberato após uma anistia em 1953, ele passou a editar a publicação diária nacionalista Rivarol, de viés extremista, bem como contribuiu para a obra de Henry Coston, Lectures Françaises, Jeune Nation, Charivari, Dimanche-Matin e outras. Ele também foi associado ao movimento Union des Intellectuels Indépendants. Seu irmão Jacques, cuja fama crescia na época, implorara a Pierre-Antoine que se retirasse da vida pública após sua libertação da prisão, mas ele se recusou, insistindo que ele era uma questão de honra de que ele continuase a agitar. Sua mais conhecida obra do pós-guerra, foi Les lois de l'hospitalité, na qual ele justificou a colaboração, argumentando que "nós [os colaboradores] não cometemos um erro de julgamento. Havia apenas muitos tanques e muitos aviões contra nós".
Ele caiu gravemente doente no final da década de 1950 e teve de retirar-se da política, tendo passado a necessitar de transfusões de sangue regularmente para sobreviver. Ele morreu aos 52 anos, em Paris.

## Publicações
- L'Amérique juive. [S.l.: s.n.]
- Hugothérapie ou comment l'esprit vient aux mal-pensants. [S.l.: s.n.]
- Après le déluge, pamphlets. [S.l.: s.n.]
- Les lois de l'hospitalité. [S.l.: s.n.]
- En ce temps-là. [S.l.: s.n.]
- (written Clairvaux Prison, January–December 1950). Text prepared by Robert Belot. (with the collaboration of Lucien Rebatet). Dialogue de vaincus. [S.l.: s.n.]